# Jaskinia nad Lodową Litworową

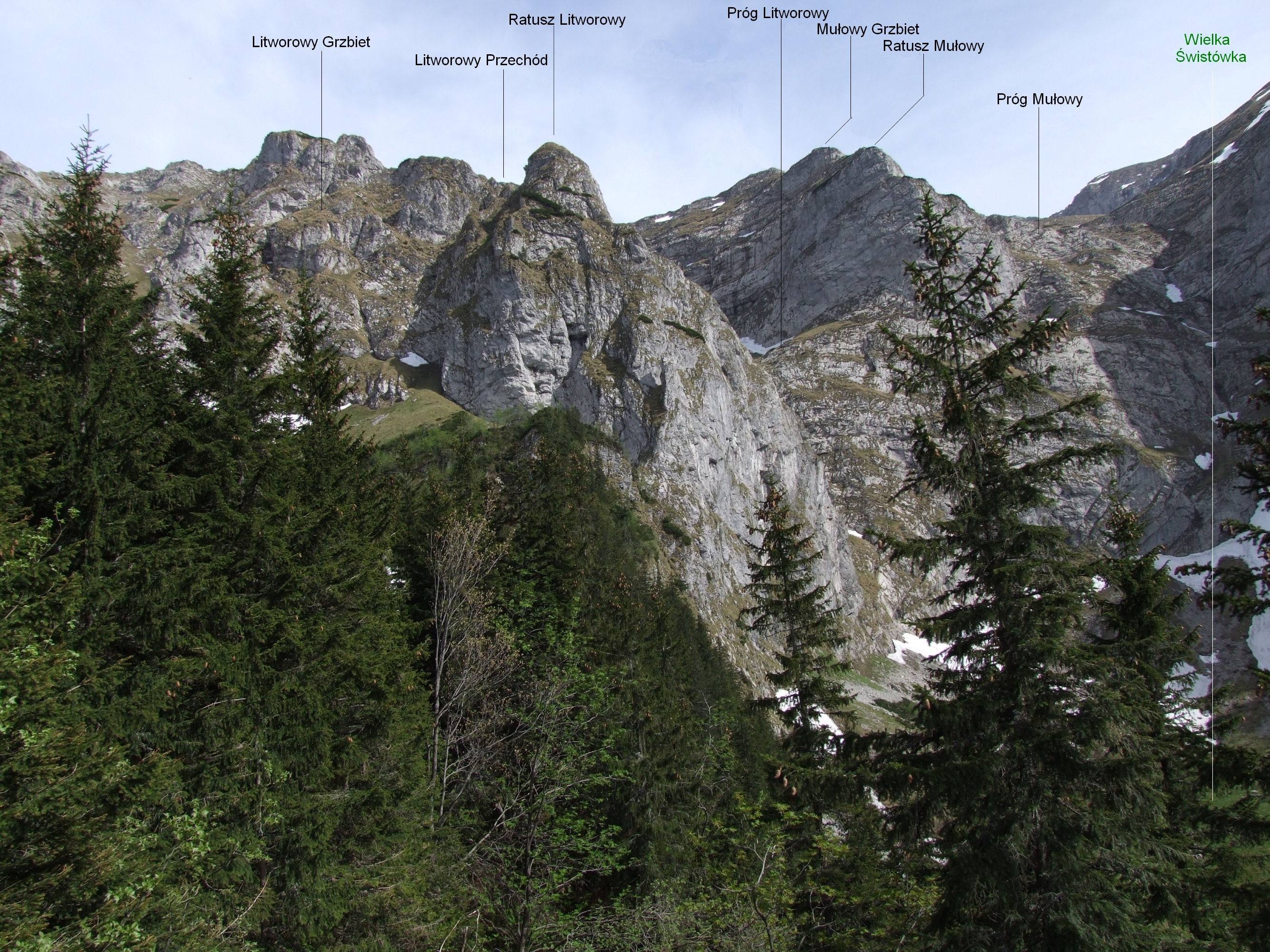
Otoczenie Wielkiej Świstówki w Dolinie Miętusiej

Jaskinia nad Lodową Litworową – jaskinia w Dolinie Miętusiej w Tatrach Zachodnich. Wejście do niej znajduje się we wschodniej części Ratusza Mułowego, kilkanaście metrów powyżej otworu Jaskini Lodowej Litworowej, na wysokości 1589 m n.p.m. Długość jaskini wynosi 18,50 metrów, a jej deniwelacja 8,50 metrów.